# Pore Mosulishvili
Pore Mosulishvili (in georgiano ფორე ნიკოლოზის ძე მოსულიშვილი?; Municipalità di Sighnaghi, 20 luglio 1916 – Belgirate, 3 dicembre 1944) è stato un partigiano e militare georgiano.
Durante la Resistenza italiana aderì al movimento partigiano entrando nella Brigata Garibaldi della Valsesia. Gli venne conferita una Medaglia d'oro al valor militare alla memoria.

## Biografia
Pore Mosulishvili nacque nel 1916 al villaggio Kvemo Machkhaani, Municipalità di Sighnaghi in Cachezia, regione orientale della Georgia.
Arruolato nell'Armata Rossa, dopo l'invasione tedesca dell'Unione Sovietica (1941) si guadagnò sul campo la nomina a sottufficiale. Nel 1944 fu catturato dai Tedeschi, incorporato in un reparto speciale e trasferito in Italia insieme con altri prigionieri sovietici e cecoslovacchi. Il reparto di ex prigionieri, al comando di Pore, aveva compiti di presidio territoriale e di antiguerriglia ed era dislocato nel Novarese, a Stresa.

## Brigata Garibaldi
A Stresa Mosulishvili si mise subito in contatto con i partigiani della 118ª Brigata Garibaldi e il 7 settembre 1944, con altri 36 ex prigionieri georgiani, entrò nelle file della Resistenza italiana. Inquadrati nel 2º Battaglione della 118ª, i georgiani si distinsero subito per azioni audaci. Dal 9 al 14 ottobre parteciparono alla difesa della repubblica partigiana dell'Ossola. Il 26 ottobre furono tra i protagonisti dell'attacco che il 2º Battaglione condusse contro un convoglio di fascisti e che si concluse con la cattura e l'esecuzione di 23 militari della Repubblica di Salò..
Nel novembre i nazifascisti decisero di sferrare una violenta controffensiva nella zona del Mottarone-Vergante, nel basso Verbano, settore operativo della Brigata "Servadei". I partigiani si divisero in piccoli gruppi, per resistere meglio all'attacco di forze soverchianti. Nel gruppo di Pore c'era anche il comandante del 2º Battaglione.

## Un Autosacrificio
La notte del 2 dicembre 1944 i partigiani trovarono riparo in una baita sopra Belgirate; ma la loro presenza venne notata da una spia dei Tedeschi, che accorsero in forze. All'alba del 3 dicembre cominciò un violentissimo combattimento. Dei sedici partigiani, 8 erano georgiani: Pore Mosulishvili, Mikhail Sakvarelidze, Bagrat Esartia, Shalva Kvirikashvili (Racha), Shota Bekaia (Samtredia, villaggio. Didi Jikhaishi), Vladimir Chezhia (Zugdidi), Zakaria Tomashvili e David Kapanadze (Borjomi). Ci sono noti i nomi di alcuni compagni italiani: Edo Del Gratta (comandante distaccamento), Mario Zinoni e Fento Peretti.
I partigiani, accerchiati, avevano quasi finito le munizioni. I Tedeschi intimarono la resa, promettendo salva la vita a tutti i partigiani, purché fosse loro consegnato il comandante.
A questo punto, cogliendo di sorpresa i suoi, Pore uscì allo scoperto, si fece incontro ai Tedeschi e gridò: «Sono io il comandante! Viva l'Italia! viva i partigiani! viva la libertà!». Fece ancora pochi passi e puntatosi la pistola alla testa esplose l'ultimo colpo rimasto nell'arma, sacrificandosi per salvare le vite di altri.

## Tributi Post Mortem
Il 28 febbraio 1970 il Presidente della Repubblica Giuseppe Saragat firmò il decreto con cui conferiva a Mosulishvili la Medaglia d'Oro al Valor Militare alla memoria. Il 5 maggio 1990 gli sono stati conferiti la Stella d'Oro di Eroe dell'Unione Sovietica e l'Ordine di Lenin.
A Pore Mosulishvili è dedicata la "Baita della libertà" a Belgirate sul lago Maggiore.

## Musolishvili o Mosulishvili?
Il cognome dell'eroe è riportato nei documenti italiani come "Phore Nikolaevic Musolishvili ". Si tratta però di un errore di trascrizione, che si ripete anche nel nome del museo nella città di Belgirate e nel nome della strada della stessa città.
La grafia esatta in italiano del nome completo, seguendo la dizione originaria georgiana, dovrebbe invece essere "Pore (Krist’epore) Nik’olozis dze Mosulishvili" (ფორე (ქრისტეფორე) ნიკოლოზის ძე მოსულიშვილი) oppure, seguendo la dizione russa, "Phore (Khristophor) Nikolaievich Mosulishvili" (Форе (Христофор) Николаевич Мосулишвили).

## Cinema
- A Mosulishvili è dedicato il documentario del 1979 Stella alpina[8][9], di Rezo Tabukashvili[10].
- Film documentario "Rukà ob ruku - Fianco a fianco" sui partigiani sovietici in Piemonte, compreso Mosulishvili[11]